# Famille Agapito
 (juillet 2024).
La famille Agapito (anc. Agapio ou Agapato) est une famille patricienne de Venise.

## Historique
Son nom rappelle Agapia, fondatrice au IVe siècle d'une secte gnostique, philosophique et religieuse dont le dogme principal consistait à dire plutôt le parjure que de révéler les mystères de la vie. En ces temps, vers 319, Agapito était évêque et citadin d'Aquilée. Un Agapeto, diacre de Constantinople au VIe siècle, écrivit à Justinien une lettre sur les devoirs.
Les majeurs de cette famille furent depuis le XVIe siècle nobles de la ville de Nicosie (royaume de Chypre), où ils vécurent jusqu'à la chute de ce royaume entre les mains des Turcs, lorsqu'ils transportèrent leur domicile à Venise. Sous le royaume de Candie, ils possédèrent un comté féodal, qu'ils perdirent avec leurs biens lors de l'invasion turque.La République sous Paolo Renier indemnisa la famille le 13 mai 1782 en confirmant leur état de nobles féodaux crétois et de noblesse dominante de Venise. Le gouvernement autrichien en fit de même le 11 novembre 1822.

## Armes

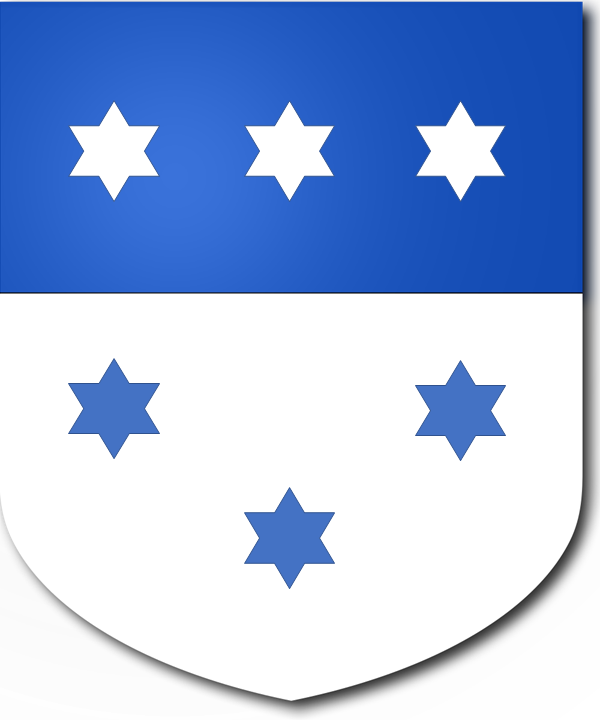
Armes des Agapito

Les armes des Agaito sont coupé d'azur et d'argent chargés de trois étoiles azur et argenté tronquées de part et d’autre, celles de moins de deux et un.